# Louis Magnus
Louis Magnus (* 25. Mai 1881 in Kingston, Jamaika; † 1. November 1950) war ein französischer Eiskunstläufer und Eishockeyfunktionär. Er war unter anderem erster französischer Meister im Eiskunstlauf, so wie erster Präsident der Internationalen Eishockey-Föderation.

## Karriere
Louis Magnus, der in Jamaika geboren wurde und im Jahr 1889 mit seiner Familie nach Frankreich zog, wurde 1908 erster französischer Meister im Eiskunstlauf im Einzel. Diesen Titel verteidigte er bis 1911 weitere drei Mal und gewann anschließend 1912 zusammen mit Anita del Monte die Meisterschaft im Paarlaufen.
Magnus, der ebenfalls großes Interesse für das Eishockey zeigte, organisierte am 15. Mai 1908 das Gründungstreffen der Internationalen Eishockey-Föderation (IIHF) in Paris, deren erster Präsident er wurde. Dieses Amt bekleidete er bis 1912, wobei er sich für eine Vereinheitlichung der Regeln im Eishockey einsetzte, da weltweit jeweils mit anderen Regeln gespielt wurde.
Die 1985 erstelle Trophäe, die dem Gewinner der Eishockeymeisterschaft in Frankreich seither übergeben wird, wurde in Andenken an Louis Magnus in Coupe Magnus benannt. Auch die höchste französische Eishockeyliga trägt seit der Saison 2004/05 offiziell seinen Namen (Ligue Magnus).
Im Jahr 1997 wurde Magnus in die Hall of Fame der IIHF, so wie 2008 in die Hall of Fame des französischen Eishockeyverbandes, den Temple de la renommée du hockey français, aufgenommen.

## Erfolge und Auszeichnungen
- Französischer Meister im Eiskunstlauf (5×): 1908, 1909, 1910, 1911 (im Einzel) und 1912 mit Anita del Monte (im Paarlauf)